# USS LST-1009
O USS LST-1009 foi um navio de guerra norte-americano da classe LST que operou durante a Segunda Guerra Mundial.